# Mobb Deep
Mobb Deep, también conocido como The Infamous Mobb Deep (anteriormente llamado Poetical Prophets), fue un dúo de rap formado por Havoc (MC y Productor) y Prodigy (MC) originarios de Queensbridge, Nueva York, en Long Island City. 
Se hicieron especialmente conocidos por su segundo álbum, The Infamous, y por el exitoso sencillo que lo acompañaba, «Shook Ones Pt. II». 
En la actualidad, el dúo perteneció a la familia G-Unit Records, además de estar afiliado al ALC, productora de The Alchemist hasta 2017.

## 1992-1994: Temprana carrera
Havoc y Prodigy se conocieron en el prestigioso instituto de Arte y Diseño de Manhattan. Creciendo en entornos hostiles de pobreza, drogas y violencia de las bandas callejeras, Mobb Deep intentó expresar todas las experiencias de su vida a través del rap. Grabaron su primer álbum, Juvenile Hell, en 1993. A la vez que el rap de la Costa Este era dominado por el jazz-rap de A Tribe Called Quest y De La Soul, y los estilos afro-céntricos de Brand Nubian y Public Enemy, el estilo de Mobb Deep reflejó el duro clima de la ciudad de Nueva York de finales de los 80 y principios de los 90. Havoc y Prodigy eran todavía adolescentes en el momento de su debut, y soprendieron a muchos por la naturaleza violenta del álbum. Aunque el disco no fuera bien recibido por el público, se mostró el crudo talento del dúo, la química única de la entrega lírica de Prodigy, combinado con los ritmos melancólicos de Havoc. Gracias a este estilo único, firmaron por Loud Records, y comenzaron a grabar su segundo álbum, The Infamous, en 1995, que establecería al dúo en la comunidad del hip hop.

## 1995–2000: Subida al éxito
Todavía a una edad joven, el dúo llegó a la cima de la escena del rap por sus francas narraciones de la vida en la calle. Como con su primera producción lírica, Mobb Deep retrató las luchas para sobrevivir en Queensbridge, Nueva York. Tras su lanzamiento, The Infamous se convirtió quizás en uno de los álbumes más influyentes del rap de la Costa Este. Havoc se encargó de la mayoría de las producciones del álbum, con ritmos duros y directos. Además, el sencillo "Shook Ones Pt. II" fue todo un éxito dentro de la comunidad del hip hop. Su segundo álbum, Hell on Earth, fue lanzado en 1996, debutando en la sexta posición en la lista de álbumes de Billboard. El álbum siguió siendo una representación de la "street life", a pesar de empujarles algo más lejos del hardcore rap, con colaboraciones de raperos de la Costa Este como Notorious B.I.G., miembros del colectivo Wu-Tang Clan, Jay-Z y Nas. 
Por aquel tiempo, la guerra entre costas había comenzado. Mobb Deep apoyó a la costa este, principalmente liderada por The Notorious B.I.G.. El dúo habló de 2Pac burlándose de él acerca de que le habían violado en la cárcel, en consecuencia cuando 2Pac salió de la cárcel a finales de 1995 los atacaría junto con The Notorious B.I.G., Jay-Z, Puff Daddy, Nas y Chino XL en varios temas, el más conocido fue Hit 'Em Up donde se burlaba de la enfermedad de Prodigy aparte de retratarlos como unos niñatos que se creían gánsters mientras que antes le habían admirado. En junio de 1996, 2Pac había pensado que las disputas con Mobb Deep habían terminado pues no le habían respondido, sin embargo, en verano de 1996 sacaron el disco Hell on Earth donde la canción "Drop a Gem on 'Em volvía a insultar a Tupac. Este retomaría el beef y continuaría insultándolos hasta su muerte en septiembre de 1996.
En 1999, el dúo liberó el álbum Murda Muzik. A pesar del extenso contrabando (casi treinta canciones de material inédito circuló por Internet) e innumerables retrasos, el álbum debutó en la tercera posición de la lista de Billboard, destacando el sencillo "Quiet Storm". Poco después, Prodigy lanzó su esperado debut en solitario H.N.I.C. (2000), en el que el rapero colabora con otros artistas (B.G., N.O.R.E.) y productores (The Alchemist, Rockwilder y Just Blaze).

## 2001-2004: Caída
Tras el lanzamiento de Murda Muzik, el rapero Jay-Z habló sobre el dúo, por lo que les dio más publicidad. En el espectáculo Hot 97 Summer Jam de 2001, Jay-Z interpretó "Takeover", en el que atacaba a Mobb Deep y más tarde incluiría en su álbum The Blueprint. También reveló fotos en la que supuestamente aparecía Prodigy vistiendo un conjunto de danza en 1988. 
Posteriormente, Mobb Deep lanzó Infamy en 2001. El álbum marcó un cambio de estilo que alejó al dúo de la crudeza y oscuridad de sus anteriores trabajos, olvidando sus raíces y grabando temas más comerciales como "Hey Luv". Fueron tachados de comerciales y perdieron muchos admiradores, aunque estos cambios dieran a Mobb Deep más variedad. Muchos críticos y fanes atribuyeron que las disputas de Prodigy con Jay-Z estaban dañando la imagen dura y decidida de Mobb Deep y sus ventas (teniendo en cuenta que Infamy luchó por llegar al estatus oro, mientras que Murda Muzik fue platino). Prodigy notó que su larga lucha contra la anemia drepanocítica y sus disputas con Jay-Z habían cambiado su perspectiva.
En 2003, el grupo abandonó Loud Records y grabó The Murda Mixtape, mientras buscaban un nuevo sello discográfico. Jive Records firmó al dúo y posteriormente lanzarían Amerikaz Nightmare en 2004, visto por el público como un álbum muy débil comparado con los éxitos anteriores del dúo , y por las pocas ventas Jive records les despidió.

## 2005–2017
En junio de 2005, Havoc y Prodigy sorprendieron a los fanes cuando anunciaron que tenían un contrato con G-Unit Records. Para acompañar el ambiente dentro de G-Unit Records, los dos artistas se crearon nuevos seudónimos. Havoc se convirtió en Hollywood y Prodigy en V.I.P., compartiendo estos con los alias originales. 50 Cent tenía relación, ya que creció cerca de ellos, en Jamaica, Queens, y también usó a Havoc como productor en alguna ocasión de Lloyd Banks y Tony Yayo. Las relaciones se intensificaron cuando tanto Mobb Deep como 50 Cent se hicieron tatuajes prometiéndose fidelidad. Prodigy se tatuó las palabras "G-Unit" en su mano derecha, mientras que 50 hizo lo mismo con "Mobb Deep" en su muñeca. Tras firmar por G-Unit, los dos miembros del grupo recibieron como regalo nuevos Porsches.
Mobb Deep lanzó su nuevo álbum, Blood Money, el 2 de mayo de 2006. En él, colaboraban 50 Cent, Lloyd Banks, Tony Yayo y Young Buck, además de Mary J. Blige y Nate Dogg. Este fue su séptimo álbum de estudio. Como uno de los nombres más reconocidos en el hip hop, ellos esperaron que G-Unit ayude a Mobb Deep a llamar la atención de un nuevo público. El primer sencillo fue "Put 'Em in Their Place".
El grupo fue finalizado luego del fallecimiento de  Albert Johnson "Prodigy" el 20 de junio de 2017 debido al padecimiento de anemia de células falciformes.

## Colaboraciones
• Nas (rapero) Eye For Eye (Your Beef Is Mines) (The Infamous, 1995)
•  Raekwon Eye For Eye (Your Beef Is Mines) (The Infamous, 1995)
• Big Noyd Give Up The Goods (Just Step) (The Infamous, 1995)
• Crystal Johnson (cantante) Temperature's Rising (The Infamous, 1995)
• Ghostface Killah Right Back At Yours (The Infamous, 1995)
• Raekwon Right Back At Yours (The Infamous, 1995)
• Big Noyd Right Back At Yours (The Infamous, 1995)
• Q-Tip Drink Away The Pain (Situations) (The Infamous, 1995)
• Big Noyd Party Over (The Infamous, 1995)
• Wu-Tang Clan Shook Ones Pt II (A cappella) / Wu-Tang Clan Ain't Nuthing Ta F'Wit (Funkmaster Flex Presents The Mixtape Vol. 1, 1995)
• Big Noyd Recognize & Realize Part 2 (Episodes Of A Hustla, 1996)
• Ty Nitty (rapero) Animal Instinct (Hell On Earth, 1996)
• Gambino (rapero) Animal Instinct (Hell On Earth, 1996)
• Method Man Extortion (Hell On Earth, 1996)
• Big Noyd Man Down (Hell On Earth, 1996)
• General G (rapero) Can't Get Enough Of It (Hell On Earth, 1996)
• Lex Diamonds (rapero) Nighttime Vultures (Hell On Earth, 1996)
• Nas (rapero) Give It Up Fast (Hell On Earth, 1996)
• Big Noyd Give It Up Fast (Hell On Earth, 1996)
• Nas (rapero) Live Nigga Rap (It Was Written, 1996)
• Capone-N-Noreaga L.A., L.A. (The War Report, 1997)
• DJ Clue The Professional (The Professional, 1998)
• Big Noyd The Professional (The Professional, 1998)
• Method Man Play 4 Keeps (Tical 2000: Judgement Day, 1998)
• Jason Scott (cantante) Play 4 Keeps (Tical 2000: Judgement Day, 1998)
• Streetlife (rapero) Play 4 Keeps (Tical 2000: Judgement Day, 1998)
• The Notorious B.I.G. Tonight (Born Again, 1999)
• Joe Hooker Tonight (Born Again, 1999)
• Big Noyd Streets Raised Me (Murda Muzik, 1999)
• Raekwon Streets Raised Me (Murda Muzik, 1999)
• Cormega What's Ya Poison (Murda Muzik, 1999)
• Lil' Caesar I'm Going Out (Murda Muzik, 1999)
• Eightball (rapero) Where Ya From (Murda Muzik, 1999)
• Big Noyd Can't Fuck With (Murda Muzik, 1999)
• Kool G Rap The Realest (Murda Muzik, 1999)
• Nas (rapero) It's Mine (Murda Muzik, 1999)
• Lil' Kim Quiet Storm (Remix) (Murda Muzik, 1999)
• Nas (rapero) Family (Nastradamus, 1999)
• Nas (rapero) Da Bridge (Nas & Ill Will Records Presents Queensbridge The Album, 2000)
• Tragedy Khadafi Da Bridge (Nas & Ill Will Records Presents Queensbridge The Album, 2000)
• Nature (rapero) Da Bridge (Nas & Ill Will Records Presents Queensbridge The Album, 2000)
• MC Shan Da Bridge (Nas & Ill Will Records Presents Queensbridge The Album, 2000)
• Marley Marl Da Bridge (Nas & Ill Will Records Presents Queensbridge The Album, 2000)
• Cormega Da Bridge (Nas & Will Records Presents Queensbridge The Album, 2000)
• Millennium Thug Da Bridge (Nas & Ill Will Records Presents Queensbridge The Album, 2000)
• Capone-N-Noreaga Queens Finest (The Reunion, 2000)
• Lil Mo (rapero) Pray For Me (Infamy, 2001)
• Infamous Mobb My Gats Spitting (Infamy, 2001)
• 112 (banda) Hey Luv (Anything) (Infamy, 2001)
• Big Noyd The Learning (Burn) (Infamy, 2001)
• Big Noyd Hurt Niggas (Hurt) (Infamy, 2001)
• Littles (Cantante) Nothing Like Home (Infamy, 2001)
• Ronald Isley There I Go Again (Infamy, 2001)
• Big Noyd Shoot' Em Up, Bang, Bang Pt. 2 (Only The Strong, 2003)
• Nate Dogg Dump (Amerikaz Nightmare, 2004)
• Lil Jon Real Gangstaz (Amerikaz Nightmare, 2004)
• Jadakiss One Of Ours Part II (Amerikaz Nightmare, 2004)
• Littles (Cantante) Get Me (Amerikaz Nightmare, 2004)
• Big Noyd Get Me (Amerikaz Nightmare, 2004)
• Twista Got It Twisted (Remix) (Amerikaz Nightmare, 2004)
• The Alchemist It Is A Craze (1st Infantry, 2004)
• Nelly Playa (Sweatsuit, 2005)
• Missy Elliott Playa (Sweatsuit, 2005)
• The Notorious B.I.G. Beef (Duets: The Final Chapter, 2005)
• 50 Cent Outta Control - Remix (2005)
• Big Noyd Off The Wall (On The Grind, 2005)
• Big Noyd Infinite Team (On The Grind, 2005)
• Big Noyd Money Rolls (On The Grind, 2005)
• Illa Ghee (rapero) Money Rolls (On The Grind, 2005)
• Infamous Mobb Money Rolls (On The Grind, 2005)
• 113 (banda) L'ecole Du Crime (113 Degrés, 2005)
• Lloyd Banks Stole Something (Blood Money, 2006)
• 50 Cent Creep (Blood Money, 2006)
• Young Buck Give It To Me (Blood Money, 2006)
• Tony Yayo Click Click (Blood Money, 2006)
• 50 Cent The Infamous (Blood Money, 2006)
• 50 Cent It's Alright (Blood Money, 2006)
• Mary J. Blige It's Alright (Blood Money, 2006)
• 50 Cent Have A Party (Blood Money, 2006)
• Nate Dogg Have A Party (Blood Money, 2006)
• Vinnie Paz (rapero) Duel To The Death (God Of The Serengeti, 2012)
• The Alchemist Try My Hand (The Good Book, Vol.2, 2017)
• Budgie (rapero) Try My Hand (The Good Book, Vol.2, 2017)

## Discografía

### Álbumes
| Año  | Álbum              | Posiciones en lista | Posiciones en lista | Posiciones en lista | Certificado (RIAA) |  |
| Año  | Álbum              | Billboard 200       | US R&B/Hip-Hop      | UK Albums Chart     | Certificado (RIAA) |  |
| ---- | ------------------ | ------------------- | ------------------- | ------------------- | ------------------ |  |
| 1993 | Juvenile Hell      |                     |                     |                     |                    |  |
| 1995 | The Infamous       | #15                 | #3                  |                     | Platino            |  |
| 1996 | Hell on Earth      | #25                 |                     |                     | Oro                |  |
| 1999 | Murda Muzik        | #3                  | #2                  |                     | Platino            |  |
| 2001 | Infamy             | #22                 | #1                  |                     | Oro                |  |
| 2004 | Amerikaz Nightmare | #4                  | #2                  |                     |                    |  |
| 2006 | Blood Money        | #1                  | #1                  |                     |                    |  |

### Otros
| Año  | Álbum               | Posiciones en lista | Posiciones en lista | Posiciones en lista | Certificado (RIAA) |
| Año  | Álbum               | Billboard 200       | US R&B/Hip-Hop      | UK Albums Chart     | Certificado (RIAA) |
| ---- | ------------------- | ------------------- | ------------------- | ------------------- | ------------------ |
| 2009 | The Safe is Cracked |                     |                     |                     |                    |
| 2011 | Black Cocaine EP    |                     |                     |                     |                    |

### Sencillos
| Año  | Canción                                         | U.S. Hot 100 | U.S. R&B | U.S. Rap | UK singles | Álbum                          |
| ---- | ----------------------------------------------- | ------------ | -------- | -------- | ---------- | ------------------------------ |
| 1993 | "Hit it From the Back"                          |              |          | #18      |            | Juvenile Hell                  |
| 1995 | "Shook Ones Pt. II"                             | #59          | #52      | #7       |            | The Infamous                   |
| 1995 | "Survival of the Fittest"                       | #69          | #60      | #10      |            | The Infamous                   |
| 1995 | "Temperature's Rising" (con Crystal Johnson)    |              |          | #33      |            | The Infamous                   |
| 1996 | "Hell on Earth (Front Lines)"                   |              | #57      | #13      |            | Hell on Earth                  |
| 1997 | "G.O.D. Pt. III"                                |              | #64      | #18      |            | Hell on Earth                  |
| 1997 | "Hoodlum" (con Big Noyd & Rakim)                |              |          | #29      |            | Hoodlum OST                    |
| 1999 | "Quiet Storm"                                   |              | #35      | #17      |            | Murda Muzik                    |
| 1999 | "It's Mine" (con Nas)                           |              | #71      | #25      |            | Murda Muzik                    |
| 2000 | "U.S.A. (Aiight Then)"                          |              | #95      | #36      |            | Murda Muzik                    |
| 2000 | "Keep it Thoro"                                 |              | #97      | #17      |            | H.N.I.C.                       |
| 2001 | "Rock Dat Shit"                                 |              |          | #33      |            | H.N.I.C.                       |
| 2001 | "Y.B.E. (Young Black Entrepreneurs)" (con B.G.) |              |          | #42      |            | H.N.I.C.                       |
| 2001 | "The Learning (Burn)" (con Big Noyd & Vita)     |              | #56      | #14      |            | Infamy                         |
| 2002 | "Hey Luv (Anything)" (con 112)                  | #58          | #32      |          |            | Infamy                         |
| 2002 | "Get Away"                                      |              | #75      |          |            | Infamy                         |
| 2003 | "Double Shots" (con Big Noyd)                   |              | #81      |          |            | Free Agents: The Murda Mixtape |
| 2004 | "Got It Twisted"                                | #64          | #23      | #18      |            | Amerikaz Nightmare             |
| 2004 | "Real Gangstaz" (con Lil' Jon)                  |              | #49      |          |            | Amerikaz Nightmare             |
| 2005 | "Outta Control (Remix)" (50 Cent & Mobb Deep)   | #6           | #11      | #5       |            | Outta Control CDS/Blood Money  |
| 2006 | "Have A Party" (con Nate Dogg & 50 Cent)        |              | #49      | #23      |            | Blood Money                    |
| 2006 | "Put Em In Their Place"                         |              | #59      |          |            | Blood Money                    |
| 2006 | "Give It to Me" (con Young Buck)                |              |          |          | #59        | Blood Money                    |